# Сменово (Удомельский район)
Смёново — деревня в Удомельском городском округе Тверской области.

## География
Деревня находится в северной части Тверской области на расстоянии приблизительно 14 км на юг по прямой от железнодорожного вокзала города Удомля в 3 км восточнее озера Волчино.

## История
Известна была с 1545 года. В 1859 году владение помещика майора Сназина-Тормасова. В советское время работали колхозы «Наркомзем», «Путь к коммунизму» и «Мир». Дворов (хозяйств) было 18 (1859), 27 (1886), 37 (1911), 30(1958), 19 (1986), 13 (2000). С 2005 по 2014 год входила в состав Таракинского сельского поселения, с 2014 по 2015 год в составе Удомельского сельского поселения до упразднения последнего. С 2015 года в составе Удомельского городского округа.

## Население
Численность населения: 117 человек (1859 год), 157 (1886), 222 (1911), 70(1958), 46 (1986), 37 (русские 100 %) в 2002 году, 36 в 2010.